# Козлов, Марат Сергеевич
Марат Сергеевич Козлов (бел. Марат Сяргеевіч Казлоў; 7 мая 1930 — 26 июня 1942) — юный герой-партизан разведчик связной Великой Отечественной войны, участник партизанского движения в Быховском районе Белорусской ССР, замученный и зверски убитый фашистами в июне 1942 года.

## Биография
Родился 7 мая 1930 году в деревне Ветренка Быховского района Могилёвской области в Белоруссии. В начале Великой Отечественной войны мальчику исполнилось 11 лет и он успел окончить обучение в трёх классах Ветренской школы. Отца призвали на службу в Красную Армию, погиб на фронте. Летом 1941 года в белорусскую деревню вошли немецко-фашистские войска. Семья Козловых — Марат, мама Валентина Николаевна, медицинская сестра, и младшая сестрёнка Дина ушли в лес, в партизанский отряд Ивана Дзюбы.
С января 1942 года Марат стал помогать партизанам, был связным подпольной группы, действовавшей на ветренском стеклозаводе «Ильич». Мальчик доставал, а также собирал с поля боя боеприпасы и оружие, которые доставлял в партизанский отряд. В июне 1942 его часто направляли в разведку.
Во время одной из таких разведывательных операций во вражеский гарнизон, который располагался в деревне Кузьковичи, был схвачен фашистами. Марат и его друг Норик отправились в разведку и случайно встретились с полицаями. Их задержали, но партизанский отряд попытался отбить своих помощников. В перестрелке Норик уцелел, а Марат, убегая, попал в немецкую засаду. Его мучительно допрашивали, выкололи ему глаза, обрезали уши, нос, выломали руки и ноги. Не добившись информации, немцы расстреляли Марата. Тело привезли ночью в деревню и бросили в яму с запиской на груди: «Так будет со всеми». Местная жительница, Мария Важинская, тайно похоронила Марата в лесу у деревни.
После окончания войны Марат был перезахоронен с воинскими почестями на сельском кладбище деревень Ветренка и Ухлясть. Был сооружён и установлен памятник.

## Память
- Имя Марата Козлова было присвоено теплоходу Балтийского моря, построенному в 1976 году[4].
- В 1965 году, возле средней школы № 1, в городе Быхове юному герою установлен памятник. Автор памятника — скульптор Николай Поляков.
- В 1974 именем Марата Козлова названа одна из улиц города Быхова.